# Melanophryniscus alipioi
Melanophryniscus alipioi é uma espécie de anfíbio da família Bufonidae. Endêmica do Brasil, pode ser encontrada na Serra do Capivarí, no estado do Paraná.